# Тактическое поле

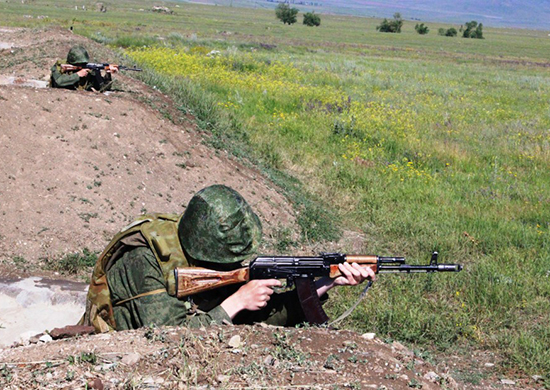
Мотострелковые соединения Восточного военного округа в Амурской области на комплексном тактико-огневом занятии.

Тактическое поле — район местности на полигоне, специально отведённый и оборудованный для проведения тактико-строевых и тактических занятий, а также — тактических учений, в том числе и с боевыми стрельбами.

## Основные виды
- Тактическое поле с контрольной полосой для подготовки мелких подразделений — предназначено для обучения и оценки степени подготовленности одиночной боевой выучки военнослужащих и боевой слаженности подразделений[1].
- Тактическое поля для проведения учений — предназначено для организации военных учений с боевыми стрельбами; его размер определяется размерами полигона в который оно входит, а ёмкость может меняться в пределах от частей ротного состава до соединения[1].
- Горное тактическое поле — место, предназначенное для обучения военнослужащих ведению боёв за элементы горного рельефа (перевалы, проходы, ущелья) специально оборудованное на участках местности, которые допускают ведение огня с крутыми углами возвышения (от 12° до 80°)[1].